# Corte de’ Frati
Corte de' Frati – miejscowość i gmina we Włoszech, w regionie Lombardia, w prowincji Cremona.
Według danych na rok 2004 gminę zamieszkiwało 1368 osób, 68,4 os./km².